# Smart glass

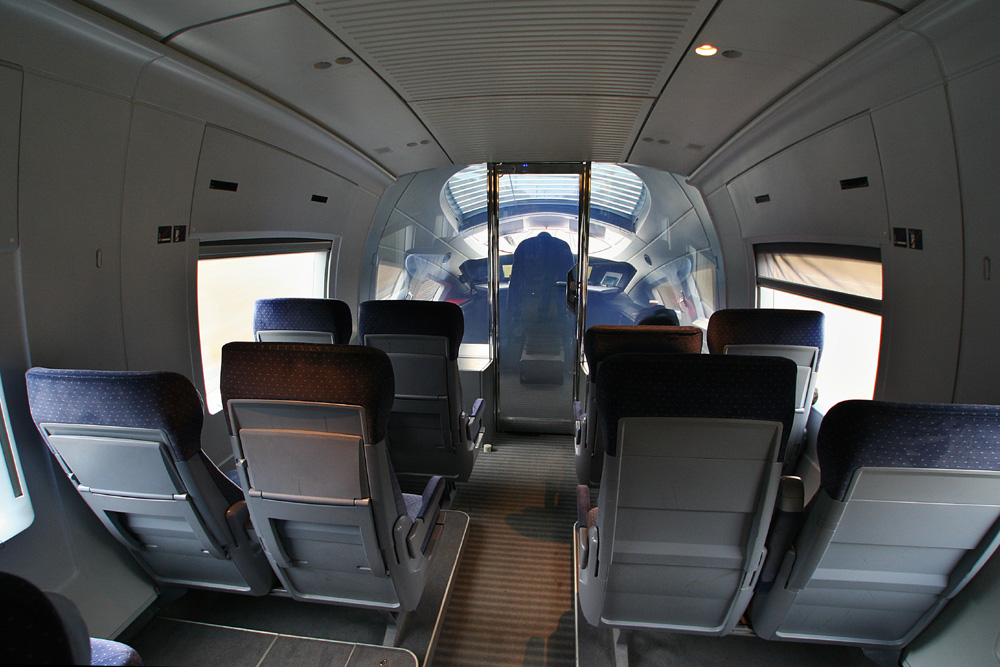
ICE 3-trein met glas in doorzichtige stand

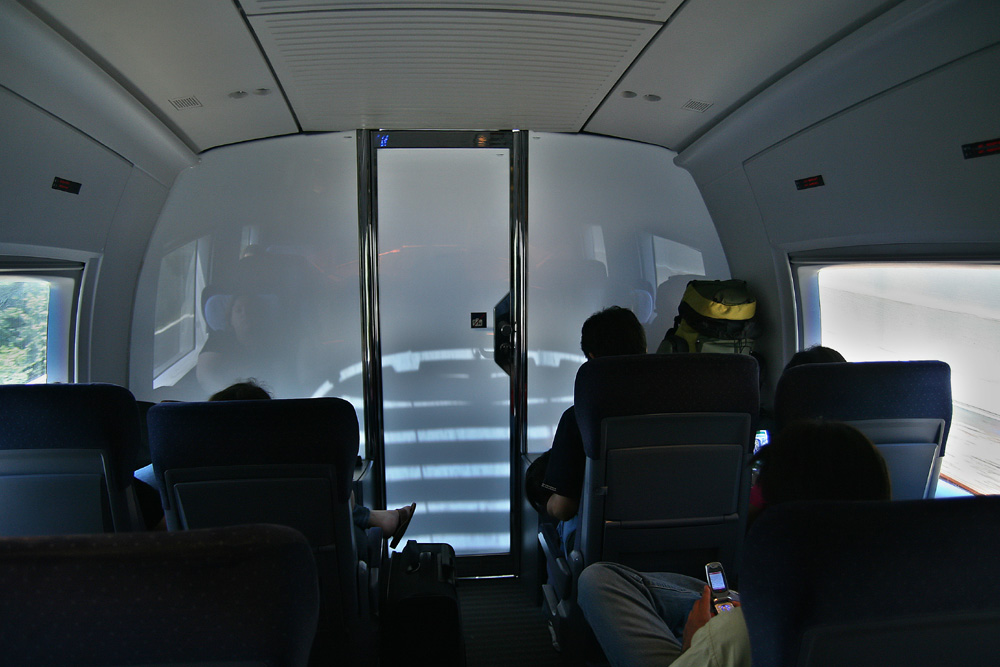
Glas in ondoorzichtige stand

Smart glass (slim glas) of switchable glass (wisselend glas) is glas waarvan de transparantie verandert afhankelijk van de elektrische spanning die over het glas staat. Dit glas kan  privacy of verduistering naar behoefte bieden. Wanneer het glas geen licht doorlaat, kan het als projectievlak dienen.
De mate van transparantie is afhankelijk van de spanning over het glas. Er bestaat ook smart glass waarbij men de transparantie voor warmtestraling kan variëren.

## Opbouw van het glas

### Liquid-crystal glass
Deze combinatie van glazen is gelamineerd glas. Het heeft minstens twee doorschijnende of gekleurde glazen met daartussen een laag vloeibare kristallen. Deze kristallen laag wordt wel omvat door twee plastic lagen (polymer-dispersed liquid crystal, PDLC). Wanneer deze glazen op "uit" staan en er dus geen spanning op het glas staat zal het raam ondoorzichtig zijn. Wanneer er spanning op het glas komt te staan zal het glas direct veranderen van staat en doorschijnend worden. Het grote nadeel aan deze samenstelling van het raam is dat het constante spanning vraagt om het glas doorschijnend te houden. Bij dit glas is het dus moeilijk om energie te besparen.
Een andere variant van liquid-crystal glass is TLC: transparent liquid crystal. Deze ruiten zijn transparant in iedere toestand, schakelen snel en zijn verkrijgbaar in meerdere kleuren.

### Elektrochromisch
Dit glas bestaat uit twee glazen. Op dit glas worden diverse lagen geleidend materiaal gedampt. Door een ionenverplaatsing verandert de transparantie van dit materiaal en dus van het glas.. Het glas is in rusttoestand doorschijnend en kan geactiveerd worden door spanning over het glas te plaatsen. Het is voldoende om één keer de spanning te plaatsen zodat de status van het glas verandert. Het verbruikt minder energie dan de andere twee soorten glazen. Een nadeel is echter wel dat deze techniek niet bistabiel is en dat het glas stilletjes aan maar zeker weer doorschijnend wordt. Er moet dus wel om de zoveel tijd even weer spanning op staan om het glas donker te houden. Andere nadelen zijn de trage werking (tot bijna 4 minuten in een Boeing Dreamliner) welke proportioneel is aan de grootte, de groene of blauwe verkleuring (door de gebruikte metaaloxiden in de opgedampte lagen) en dat de verkleuring niet homogeen is: de verkleuring treedt op van links naar rechts of van boven naar beneden, maar niet overal tegelijkertijd.

### SPD (Suspended Particle Device)
Bij deze samenstelling worden twee glazen gebruikt met een geleidende substantie ertussenin, enigszins lijkend op PDLC. Deze geleidende stof bevat microscopisch kleine deeltjes die licht absorberen. Wanneer er geen spanning op het glas staat, zal het glas het licht absorberen en dus donker worden. Ook hier is er een constante spanning nodig om het glas doorschijnend te houden. Deze samenstelling biedt geen volledige verduistering en is dus niet geschikt voor volledige privacy. Tevens heeft SPD technologie het nadeel van een sterke blauwe verkleuring.

### Electroforetisch
Electroforetisch glas gebruikt dezelfde basis als e-readers: nanodeeltjes die zijn opgelost in een vloeistof. Door spanning te zetten op de ene kant van het glas (elektrode) worden de nanodeeltjes aangetrokken tot deze elektrode. Hierdoor is de concentratie van nanodeeltjes in de vloeistof lager en wordt de transparantie groter. Door de spanning te verlagen of los te laten gaan de deeltjes weer terug naar hun oorspronkelijke toestand en is de ruit wederom donker. Deze technologie zorgt evenals TLC voor een neutrale kleurtint en relatief snelle schakeltijd.